# Lịch sử hành chính Yên Bái
Yên Bái là một tỉnh cũ thuộc vùng trung du và miền núi Bắc Bộ. Phía bắc giáp tỉnh Hà Giang và tỉnh Lào Cai, phía nam giáp tỉnh Sơn La, phía đông giáp tỉnh Tuyên Quang và tỉnh Phú Thọ, phía tây giáp tỉnh Lai Châu.

## Sau năm 1945
Sau năm 1945, bỏ cấp phủ, gọi chung là huyện. Tổ chức hành chính trên địa bàn gồm 5 huyện: Lục Yên, Than Uyên, Trấn Yên, Văn Bàn, Văn Chấn.
Năm 1955, tách 2 huyện Than Uyên và Văn Chấn để thành lập khu tự trị Thái – Mèo, sau 2 huyện này thuộc tỉnh Nghĩa Lộ.
Năm 1956, tái lập thị xã Yên Bái. Cùng năm, huyện Yên Bình của tỉnh Tuyên Quang được sáp nhập vào tỉnh Yên Bái.
Năm 1964, thành lập các huyện Bảo Yên và Văn Yên.
Năm 1967, điều chỉnh địa giới một số xã thuộc huyện Yên Bình. Cùng năm, chia tách một số xã thuộc các huyện Yên Bình và Văn Yên; điều chỉnh địa giới huyện Đoan Hùng của tỉnh Phú Thọ và huyện Yên Bình của tỉnh Yên Bái
Năm 1975, tỉnh Lào Cai, tỉnh Nghĩa Lộ và tỉnh Yên Bái được hợp nhất thành một tỉnh lấy tên là tỉnh Hoàng Liên Sơn.
Năm 1977, thành lập thị trấn Thác Bà thuộc huyện Yên Bình và thị trấn nông trường Bản Hẻo thuộc huyện Văn Chấn
Năm 1979, điều chỉnh địa giới thị xã Yên Bái và huyện Trấn Yên.
- Sáp nhập toàn bộ các xã Tuy Lộc, Nam Cường, Tân Thịnh và Minh Bảo thuộc huyện Trấn Yên vào thị xã Yên Bái.

Năm 1981, điều chỉnh địa giới một số xã thuộc huyện Trấn Yên.
- Sáp nhập xã Minh Tâm vào xã Minh Quán.

Năm 1985, thành lập thị trấn Yên Bình thuộc huyện Yên Bình.
Năm 1986, chia tách một số xã, thị trấn thuộc các huyện Văn Yên và Bảo Yên.
- Thành lập xã Nà Hẩu, huyện Văn Yên trên cơ sở một phần xã Mỏ Vàng.
- Thành lập thị trấn Phố Ràng, huyện Bảo Yên trên cơ sở một phần xã Phố Ràng và xã Xuân Thượng
- Đổi tên xã Phố Ràng, huyện Bảo Yên thành xã Yên Sơn.

Năm 1987, chia tách một số xã, thị trấn thuộc các huyện Lục Yên, Văn Yên, Văn Bàn.
- Thành lập thị trấn Yên Thế, huyện Lục Yên trên cơ sở một phần xã Yên Thắng. Thị trấn Yên Thế có 439,40 hécta diện tích đất tự nhiên với 1.744 nhân khẩu.
- Thành lập thị trấn Mậu A, huyện Văn Yên trên cơ sở một phần xã Mậu A. Thị trấn Mậu A có 802 hécta diện tích đất tự nhiên với 7.262 nhân khẩu.
- Sáp nhập phần còn lại xã Mậu A, huyện Văn Yên vào xã Mậu Đông. Xã Mậu Đông có 2.518,81 hécta diện tích đất tự nhiên với 2.865 nhân khẩu.
- Điều chỉnh một số đơn vị hành chính cấp xã thuộc huyện Văn Bàn:
  - Sáp nhập một phần xã Nậm Xé vào xã Nậm Xây. Sáp nhập một phần xã Minh Lương vào xã Nậm Xé. Sáp nhập một phần xã Nậm Xây vào xã Minh Lương. Xã Nậm Xé có 5.113,36 hécta diện tích đất tự nhiên với 665 nhân khẩu. Xã Nậm Xây có 18.736,67 hécta diện tích đất tự nhiên với 960 nhân khẩu. Xã Minh Lương có 4.074,37 hécta diện tích đất tự nhiên với 2.309 nhân khẩu.
  - Sáp nhập một phần xã Dần Thàng vào xã Dương Quỳ. Thành lập xã Thẳm Dương trên cơ sở một phần xã Dần Thàng. Xã Dương Quỳ có 4.875 hécta diện tích đất tự nhiên với 2.553 nhân khẩu. Xã Dần Thàng có 11.717 hécta diện tích đất tự nhiên với 690 nhân khẩu. Xã Thẳm Dương có 5.878 hécta diện tích đất tự nhiên với 865 nhân khẩu.
  - Thành lập xã Khánh Yên Trung trên cơ sở một phần xã Khánh Yên Hạ. Xã Khánh Yên Trung có 5.816 hécta diện tích đất tự nhiên với 2.128 nhân khẩu.
  - Thành lập xã Liên Phú trên cơ sở một phần xã Chiềng Ken. Xã Liên Phú có 5.826 hécta diện tích đất tự nhiên với 525 nhân khẩu.
  - Thành lập xã Văn Sơn trên cơ sở một phần xã Võ Lao. Xã Văn Sơn có 1.048 hécta diện tích đất tự nhiên với 1.487 nhân khẩu.

Năm 1988, chia tách một số xã, phường thuộc huyện Trấn Yên và thị xã Yên Bái.
- Thành lập xã Vân Hội, huyện Trấn Yên trên cơ sở một phần xã Việt Hồng. Xã Vân Hội có 1.753,7 hécta diện tích tự nhiên và 1.179 nhân khẩu.
- Thành lập một số phường thuộc thị xã Yên Bái:
  - Thành lập phường Nguyễn Phúc trên cơ sở một phần phường Hồng Hà.
  - Thành lập phường Yên Ninh trên cơ sở một phần phường Nguyễn Thái Học.
  - Thành lập phường Đồng Tâm trên cơ sở một phần phường Minh Tân.

Năm 1989, thành lập thị trấn Khánh Yên thuộc huyện Văn Bàn.
Năm 1991, tỉnh Yên Bái được tái lập; chuyển 2 huyện Bảo Yên và Văn Bàn về tỉnh Lào Cai quản lý; chuyển 3 huyện: Mù Cang Chải, Trạm Tấu và Văn Chấn của tỉnh Nghĩa Lộ cũ (đã giải thể ngày 27-12-1975) về tỉnh Yên Bái quản lý. Tỉnh Yên Bái có 8 đơn vị hành chính gồm thị xã Yên Bái và 7 huyện: Lục Yên, Mù Cang Chải, Trạm Tấu, Trấn Yên, Văn Chấn, Văn Yên, Yên Bình.
Năm 1995, tái lập thị xã Nghĩa Lộ trên cơ sở một phần diện tích và dân số của huyện Văn Chấn
- Thành lập các phường thuộc thị xã Nghĩa Lộ trên cơ sở toàn bộ toàn bộ thị trấn Nghĩa Lộ và một phần các xã Nghĩa Phúc, Nghĩa An, Nghĩa Lợi:
  - Phường Pú Trạng có diện tích tự nhiên 380,5 hécta với 4.834 nhân khẩu.
  - Phường Tân An có diện tích tự nhiên 304 hécta với 4.537 nhân khẩu.
  - Phường Trung Tâm có diện tích tự nhiên 97 hécta với 4.623 nhân khẩu.
  - Phường Cầu Thia có diện tích tự nhiên 97 hécta với 1.931 nhân khẩu.

Thị xã Nghĩa Lộ có diện tích tự nhiên 878,5 hécta với 15.925 nhân khẩu, có 4 phường.
Năm 1998, thành lập thị trấn huyện lỵ thuộc các huyện Trạm Tấu và Mù Cang Chải.
- Thành lập thị trấn Trạm Tấu, huyện Trạm Tấu trên cơ sở một phần xã Hát Lừu. Thị trấn Trạm Tấu có 372,5 ha diện tích tự nhiên và 2.863 nhân khẩu.
- Thành lập thị trấn Mù Cang Chải, huyện Mù Cang Chải trên cơ sở một phần xã Mồ Dề và xã Kim Nọi. Thị trấn Mù Cang Chải có 742 ha diện tích tự nhiên và 2.037 nhân khẩu.

Năm 2002, thành lập thành phố Yên Bái trên cơ sở toàn bộ thị xã Yên Bái. Thành phố Yên Bái có diện tích tự nhiên là 5.802 ha và 81.234 nhân khẩu; có 11 đơn vị hành chính trực thuộc, bao gồm 7 phường và 4 xã.
Năm 2003, điều chỉnh địa giới thị xã Nghĩa Lộ và huyện Văn Chấn; mở rộng thị trấn Yên Thế thuộc huyện Lục Yên.
- Sáp nhập toàn bộ các xã Nghĩa An, Nghĩa Lợi, Nghĩa Phúc thuộc huyện Văn Chấn vào thị xã Nghĩa Lộ. Thị xã Nghĩa Lộ có 2.966,60 ha diện tích tự nhiên và 26.032 nhân khẩu, có 7 đơn vị hành chính trực thuộc, gồm 4 phường và 3 xã.
- Sáp nhập một phần xã Yên Thắng, huyện Lục Yên vào thị trấn Yên Thế. Thị trấn Yên Thế có 1.507 ha diện tích tự nhiên và 8.229 nhân khẩu.

Năm 2008, điều chỉnh địa giới thành phố Yên Bái và các huyện Trấn Yên, Yên Bình.
- Sáp nhập toàn bộ các xã Văn Phú, Văn Tiến, Hợp Minh, Giới Phiên, Phúc Lộc, Âu Lâu thuộc huyện Trấn Yên vào thành phố Yên Bái. Thành phố Yên Bái có 10.815,453 ha diện tích tự nhiên và 95.892 nhân khẩu, có 17 đơn vị hành chính trực thuộc, bao gồm 7 phường và 10 xã.
- Sáp nhập toàn bộ xã Văn Lãng, huyện Trấn Yên vào huyện Yên Bình.

Năm 2013, thành lập các phường Hợp Minh và Nam Cường thuộc thành phố Yên Bái.
- Thành lập phường Nam Cường trên cơ sở toàn bộ 386,20 ha diện tích tự nhiên và 4.072 nhân khẩu của xã Nam Cường.
- Thành lập phường Hợp Minh trên cơ sở toàn bộ 933,41 ha diện tích tự nhiên và 4.193 nhân khẩu xã Hợp Minh.

Năm 2020, điều chỉnh địa giới thị xã Nghĩa Lộ và huyện Văn Chấn; hợp nhất và thành lập một số xã, thị trấn thuộc thị xã Nghĩa Lộ và các huyện Trấn Yên, Văn Chấn, Văn Yên, Yên Bình.
- Sáp nhập toàn bộ các xã Phù Nham, Sơn A, Hạnh Sơn, Phúc Sơn, Thanh Lương, Thạch Lương và thị trấn nông trường Nghĩa Lộ thuộc huyện Văn Chấn vào thị xã Nghĩa Lộ.
- Thành lập xã Nghĩa Lộ, thị xã Nghĩa Lộ trên cơ sở toàn bộ thị trấn nông trường Nghĩa Lộ. Xã Nghĩa Lộ có 17,07 km² diện tích tự nhiên và quy mô dân số 5.567 người.
- Thị xã Nghĩa Lộ có 107,78 km² diện tích tự nhiên và quy mô dân số 68.206 người; có 14 đơn vị hành chính cấp xã, bao gồm 4 phường và 10 xã.
- Thành lập thị trấn Sơn Thịnh, huyện Văn Chấn trên cơ sở toàn bộ xã Sơn Thịnh. Thị trấn Sơn Thịnh có 31,52 km² diện tích tự nhiên và quy mô dân số 8.831 người.
- Sắp xếp các đơn vị hành chính cấp xã thuộc thành phố Yên Bái:
  - Sáp nhập toàn bộ xã Văn Tiến vào xã Văn Phú. Xã Văn Phú có 13,73 km² diện tích tự nhiên và quy mô dân số 4.587 người.
  - Sáp nhập toàn bộ xã Phúc Lộc vào xã Giới Phiên. Xã Giới Phiên có 11,24 km² diện tích tự nhiên và quy mô dân số 3.129 người.
  - Sau khi sắp xếp, thành phố Yên Bái có 15 đơn vị hành chính cấp xã, bao gồm 9 phường và 6 xã.
- Sắp xếp các đơn vị hành chính cấp xã thuộc huyện Yên Bình:
  - Sáp nhập toàn bộ xã Tích Cốc vào xã Cảm Nhân. Xã Cảm Nhân có 44,26 km² diện tích tự nhiên và quy mô dân số 8.740 người.
  - Sáp nhập toàn bộ xã Văn Lãng vào xã Phú Thịnh. Xã Phú Thịnh có 22,42 km² diện tích tự nhiên và quy mô dân số 5.260 người.
  - Sau khi sắp xếp, huyện Yên Bình có 24 đơn vị hành chính cấp xã, gồm 22 xã và 02 thị trấn.
- Sắp xếp các đơn vị hành chính cấp xã thuộc huyện Văn Yên:
  - Sáp nhập toàn bộ xã Hoàng Thắng vào xã Xuân Ái. Xã Xuân Ái có 36,50 km² diện tích tự nhiên và quy mô dân số 5.698 người.
  - Sáp nhập toàn bộ xã Yên Hưng vào xã Yên Thái. Xã Yên Thái có 45,09 km² diện tích tự nhiên và quy mô dân số 4.724 người.
  - Sau khi sắp xếp, huyện Văn Yên có 25 đơn vị hành chính cấp xã, bao gồm 24 xã và 1 thị trấn.
- Sắp xếp các đơn vị hành chính cấp xã thuộc huyện Trấn Yên:
  - Sáp nhập toàn bộ xã Minh Tiến vào xã Y Can. Xã Y Can có 42,30 km² diện tích tự nhiên và quy mô dân số 4.750 người.
  - Sau khi sắp xếp, huyện Trấn Yên có 21 đơn vị hành chính cấp xã, bao gồm 20 xã và 1 thị trấn.

Ngày 24 tháng 10 năm 2024, Ủy ban Thường vụ Quốc hội ban hành Nghị quyết số 1239/NQ-UBTVQH15 về việc sắp xếp đơn vị hành chính cấp xã của tỉnh Yên Bái giai đoạn 2023 – 2025 (nghị quyết có hiệu lực từ ngày 1 tháng 12 năm 2024). Theo đó:
- Sắp xếp các đơn vị hành chính cấp xã thuộc thành phố Yên Bái:
  - Nhập toàn bộ 1,42 km² diện tích tự nhiên và quy mô dân số là 7.633 người của phường Nguyễn Phúc vào phường Hồng Hà. Sau khi nhập, phường Hồng Hà có 2,51 km² diện tích tự nhiên và quy mô dân số là 16.691 người.
  - Sau khi sắp xếp, thành phố Yên Bái có 14 đơn vị hành chính cấp xã, bao gồm 8 phường và 6 xã.
- Sắp xếp các đơn vị hành chính cấp xã thuộc huyện Yên Bình:
  - Nhập toàn bộ 9,62 km² diện tích tự nhiên và quy mô dân số là 4.308 người của xã Yên Bình vào xã Bạch Hà. Sau khi nhập, xã Bạch Hà có 30,36 km² diện tích tự nhiên và quy mô dân số là 8.777 người.
  - Sau khi sắp xếp, huyện Yên Bình có 23 đơn vị hành chính cấp xã, bao gồm 21 xã và 2 thị trấn.
- Sắp xếp các đơn vị hành chính cấp xã thuộc huyện Trấn Yên:
  - Thành lập xã Thành Thịnh trên cơ sở toàn bộ 13,44 km² diện tích tự nhiên, quy mô dân số là 3.095 người của xã Đào Thịnh và toàn bộ 14,33 km² diện tích tự nhiên, quy mô dân số là 3.102 người của xã Việt Thành. Sau khi thành lập, xã Thành Thịnh có 27,77 km² diện tích tự nhiên và quy mô dân số là 6.197 người.
  - Nhập toàn bộ 5,11 km² diện tích tự nhiên và quy mô dân số là 2.192 người của xã Nga Quán vào xã Cường Thịnh. Sau khi nhập, xã Cường Thịnh có 21,46 km² diện tích tự nhiên và quy mô dân số là 4.893 người.
  - Nhập toàn bộ 10,47 km² diện tích tự nhiên và quy mô dân số là 3.217 người của xã Bảo Hưng vào xã Minh Quân. Sau khi nhập, xã Minh Quân có 30,09 km² diện tích tự nhiên và quy mô dân số là 8.043 người.
  - Sau khi sắp xếp, huyện Trấn Yên có 18 đơn vị hành chính cấp xã, bao gồm 17 xã và 1 thị trấn.

Sau khi sắp xếp các đơn vị hành chính cấp xã, tỉnh Yên Bái có 9 đơn vị hành chính cấp huyện, bao gồm 7 huyện, 1 thị xã và 1 thành phố; 168 đơn vị hành chính cấp xã, gồm 146 xã, 12 phường và 10 thị trấn.
Ngày 12 tháng 6 năm 2025, Quốc hội ban hành Nghị quyết số 202/2025/QH15 về việc sắp xếp đơn vị hành chính cấp tỉnh (nghị quyết có hiệu lực từ ngày 12 tháng 6 năm 2025). Theo đó, sáp nhập tỉnh Yên Bái vào tỉnh Lào Cai.